# L'Isle-Jourdain, Gers
L’Isle-Jourdain là một xã trong vùng Occitanie, thuộc tỉnh Gers, quận Auch, tổng L’Isle-Jourdain. Tọa độ địa lý của xã là 43° 36' vĩ độ bắc, 01° 04' kinh độ đông. L’Isle-Jourdain nằm trên độ cao trung bình là 150 mét trên mực nước biển, có điểm thấp nhất là 136 mét và điểm cao nhất là 304 mét. Xã có diện tích 70,48 km², dân số vào thời điểm 1999 là 5560 người; mật độ dân số là 79 người/km².

## Thông tin nhân khẩu
| 1962  | 1968  | 1975  | 1982  | 1990  | 1999  |
| ----- | ----- | ----- | ----- | ----- | ----- |
| 3 675 | 4 002 | 4 195 | 4 358 | 5 029 | 5 560 |

## Các thành phố kết nghĩa
- Carballo, Tây Ban Nha
- Motta di Livenza, Ý

## Nhân vật nổi tiếng
- Bertrand de l’Isle
- Antoine Anselme (1652-1737), nhà truyền đạo
- Armand Praviel (1875-1944) nhà văn
- Claude Augé (1854-1924)